# Borden-Carleton
Borden-Carleton es un pueblo canadiense situado en la provincia de Isla del Príncipe Eduardo.

## Superficie
Borden-Carleton tiene una superficie de 12,94 km².

## Demografía
En 2021, tenía 788 habitantes, una densidad poblacional de 60,9 hab./km², y 365 viviendas.